# Millettia pinnata

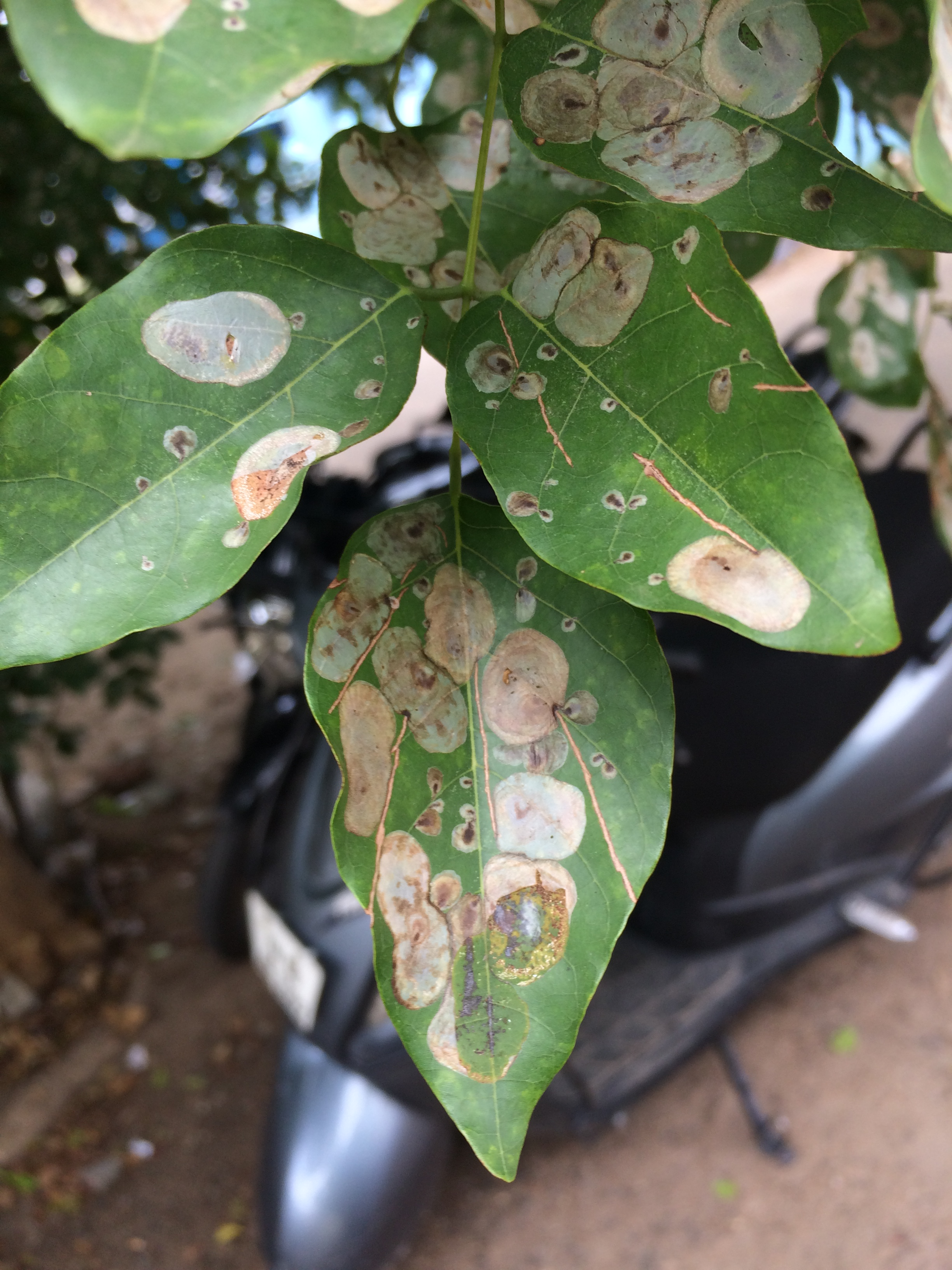
Parches en las hojas pinnadas de Millettia.

Millettia pinnata (L.) Pierre es una especie  de árbol de la familia de los guisantes, Fabaceae, nativa de Asia tropical y templada que incluye partes de la India, China, Japón, Malasia, Australia y las islas del Pacífico. A menudo es conocida por el sinónimo Pongamia pinnata, ya que fue trasladado al género Millettia solo recientemente. Los nombres comunes incluyen haya india, oiltree de Pongam, karanj (Hindi), honge / karajata (ಹೊಂಗೆ / ಕರಜಾತ en kannada), pungai (புங்கை en kan), kānuga (కానుగ en telugu), karach (করচ গাছ en bengalí), naktamāla (नक्तमाल) en sánscrito), Magul karanda (මැගුල් කරන්ද en Sinhala), Sukh Chain (سکھ چین en urdu).

## Descripción
Millettia pinnata (L.) Pierre es un árbol leguminoso que crece a unos 15-25 metros (50-80 pies) de altura con un dosel grande que se extiende igualmente ancho. Puede ser de hoja caduca por períodos cortos. Tiene un tronco recto o torcido, de 50-80 centímetros (20-30 pulgadas) de diámetro, con una corteza de color gris-marrón que tiene una fisura suave o vertical. Las ramas son glabras con cicatrices estipuladas pálidas. Las hojas imparipinnadas del árbol se alternan y son cortas, redondeadas o cuneadas en la base, ovadas u oblongas a lo largo, obtusas-acuminadas en el ápice, y no dentadas en los bordes. Son de color borgoña suave y brillante cuando jóvenes y maduran a un color verde brillante y profundo a medida que la temporada avanza con venas prominentes debajo.
La floración generalmente comienza después de 3-4 años con pequeños racimos de flores blancas, moradas y rosadas que florecen durante todo el año. La inflorescencia similar a un racimo tiene de dos a cuatro flores que son fuertemente fragantes y crecen hasta 15-18 milímetros (0.59-0.71 pulgadas) de largo. El cáliz de las flores es en forma de campana y truncado, mientras que la corola es una forma ovalada redondeada con aurículas basales y, a menudo con una mancha central de color verde.
Los cultivos de vainas indehiscentes pueden ocurrir de 4 a 6 años. Las vainas de semillas marrones aparecen inmediatamente después de la floración y maduran en 10 a 11 meses. Las vainas son de pared gruesa, lisas, algo aplanadas y elípticas, pero ligeramente curvadas con un punto corto y curvo. Las vainas contienen dentro de ellas una o dos semillas de color pardo rojizo, pero como no se abren de forma natural, las vainas necesitan descomponerse antes de que las semillas puedan germinar. Las semillas miden alrededor de 1.5-2.5 centímetros (0.59-0.98 pulgadas) de largo con un pelaje frágil y aceitoso y no son apetecibles para los herbívoros.
Distribución natural en Asia tropical y templada, desde India a Japón a Tailandia a Malasia, al norte y noreste de Australia a algunas islas del Pacífico; Se ha propagado y distribuido en todo el mundo en ambientes húmedos y subtropicales desde el nivel del mar hasta 1200 m, aunque en las estribaciones del Himalaya no se encuentra por encima de 600 m. Con temperaturas ligeramente inferiores a 0 °C (32 °F) y hasta aproximadamente 50 °C (120 °F) y una precipitación anual de 500-2,500 mm (20-100 in), el árbol crece silvestre en suelos arenosos y rocosos, incluyendo piedra caliza oolítica, y crecerá en la mayoría de los tipos de suelo, incluso con sus raíces en agua salada.
El árbol es muy adecuado para el calor intenso y la luz solar; su densa red de raíces laterales, su raíz pivotante larga y gruesa lo hacen tolerante a la sequía. La densa sombra que proporciona ralentiza la evaporación del agua superficial y sus nódulos de raíz promueven la fijación de nitrógeno, un proceso simbiótico mediante el cual el nitrógeno gaseoso (N2) del aire se convierte en amonio (NH4 +, una forma de nitrógeno disponible para la planta). M. pinnata es también una especie de bosque inundado de agua dulce, ya que puede sobrevivir a la inmersión total en agua dulce durante algunos meses continuamente. El árbol M. pinnata es el árbol pionero en el bosque inundado de agua dulce de Ratargul en Bangladés y en los bosques pantanosos del lago Tonlesap en Camboya.
Millettia pinnata es un árbol leguminoso diploide exógamo, con 22 cromosomas diploides. Los nódulos de raíz son del tipo determinado (como los de soja y frijol común) formados por la bacteria causante Bradyrhizobium.

## Usos

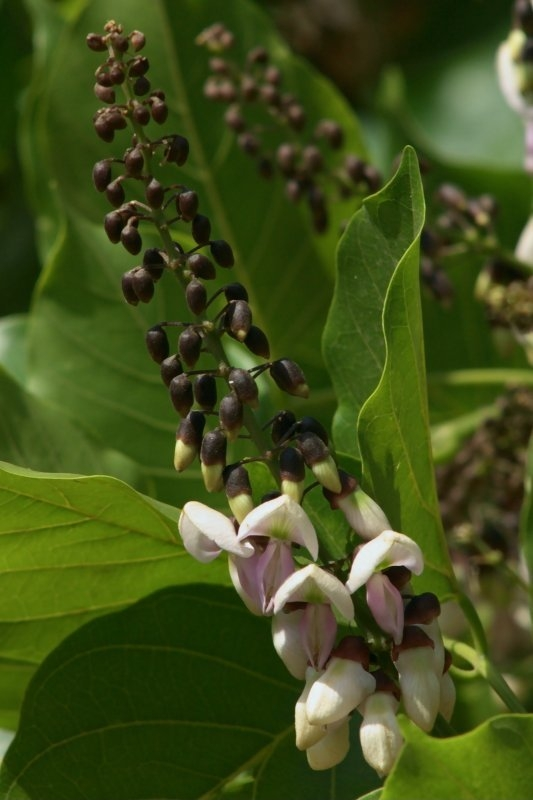
Millettia pinnata es famosa por su sombra y es bien conocida en usos tradicionales por sus propiedades medicinales. También se cultiva como una planta huésped para insectos lac. El árbol es también una de las plantas alimenticias para Cerulean común (Jamides celeno). Las semillas contienen aceite de pongam que ahora se está explorando como una fuente de combustible alternativa.

Millettia pinnata (L.) Pierre está bien adaptada a las zonas áridas y tiene muchos usos tradicionales. A menudo se usa con fines paisajísticos como protección contra el viento o para sombra debido a la gran copa y las vistosas flores fragantes. Las flores son utilizadas por los jardineros como composta para las plantas que requieren nutrientes ricos. La corteza se puede utilizar para hacer cordel o cuerda y también produce una goma negra que históricamente se ha utilizado para tratar heridas causadas por peces venenosos. Se dice que la madera tiene un grano fino, pero se divide fácilmente cuando se aserra, relegándola a leña, postes y mangos de herramientas.
Si bien el aceite y los residuos de la planta son tóxicos e inducirán náuseas y vómitos si se ingieren, las frutas y los brotes, junto con las semillas, se usan en muchos remedios tradicionales. Los jugos de la planta, así como el aceite, son antisépticos y resistentes a las plagas. Además, M. pinnata tiene la rara propiedad de producir semillas con un contenido de lípidos del 25-40%, de las cuales casi la mitad es ácido oleico. El aceite hecho de las semillas, conocido como aceite de pongamia, es un activo importante de este árbol y se ha utilizado como aceite de lámpara, en la fabricación de jabón y como lubricante durante miles de años. El aceite tiene un alto contenido de triglicéridos, y su desagradable sabor y olor se deben a componentes amargos del flavonoide, incluyendo karanjin, pongamol, tanino y karanjachromene. Puede cultivarse en estanques de captación de agua de lluvia hasta 6 m (20 pies) de profundidad sin perder su vegetación y ser útil para la producción de biodiésel.
El residuo de la extracción de aceite, llamado torta de prensa, se usa como fertilizante y como alimento para rumiantes y aves de corral.
Utilizado durante mucho tiempo como árbol de sombra, M. pinnata se siembra intensamente y puede extender las raíces laterales hasta 9 m (30 pies) durante su vida útil. Si no se maneja con cuidado, puede convertirse rápidamente en una maleza que lleve a algunos, incluido el condado de Miami-Dade, a etiquetar al árbol como una especie invasora. Sin embargo, esta densa red de raíces laterales hace que este árbol sea ideal para controlar la erosión del suelo y atar las dunas de arena.

### Esfuerzos de investigación
Se ha descubierto que el aceite de la semilla es útil en generadores diésel y, junto con Jatropha y Castor, se está explorando en cientos de proyectos en toda la India y el tercer mundo como materia prima para biodiésel. Es especialmente atractivo porque crece de forma natural en gran parte de la árida India, tiene raíces muy profundas para llegar al agua y es uno de los pocos cultivos adecuados para la comercialización por parte de la gran población de pobres rurales de la India. Varios pueblos no electrificados recientemente han usado aceite de pongamia, técnicas simples de procesamiento y generadores de diésel para crear sus propios sistemas de grillas para hacer funcionar bombas de agua e iluminación eléctrica.
En 1997, el Indian Institute of Science comenzó a investigar y promover el uso del aceite de semilla como combustible de aceite vegetal para generadores estacionarios de electricidad y bombas de irrigación en las áreas rurales de Karnataka y Andhra. El programa, SuTRA, demostró con éxito la sostenibilidad de dicho uso de aceite en varias aldeas de toda la India.[cita requerida]
En 2003, el Instituto de Filosofía y Ciencias del Yoga del Himalaya, como parte de su Iniciativa de Desarrollo Rural de Biocombustibles, inició una campaña de educación y conciencia pública para los agricultores rurales sobre M. pinnata en dos estados de la India. Uno de los socios del Instituto del Himalaya desarrolló un vástago de alto rendimiento consistente que redujo el tiempo que lleva madurar de 10 años a tan solo tres. Para ayudar a los agricultores en la transición de cultivos tradicionales a M. pinnata, el gobierno indio ha contribuido con más de $ 30 millones en préstamos a bajo interés y ha donado 4,5 millones de toneladas de arroz para mantener a los agricultores empobrecidos hasta que comiencen los árboles. para producir ingresos. Desde que comenzó el proyecto en 2003, se han plantado más de 20 millones de árboles y 45,000 agricultores están ahora involucrados.

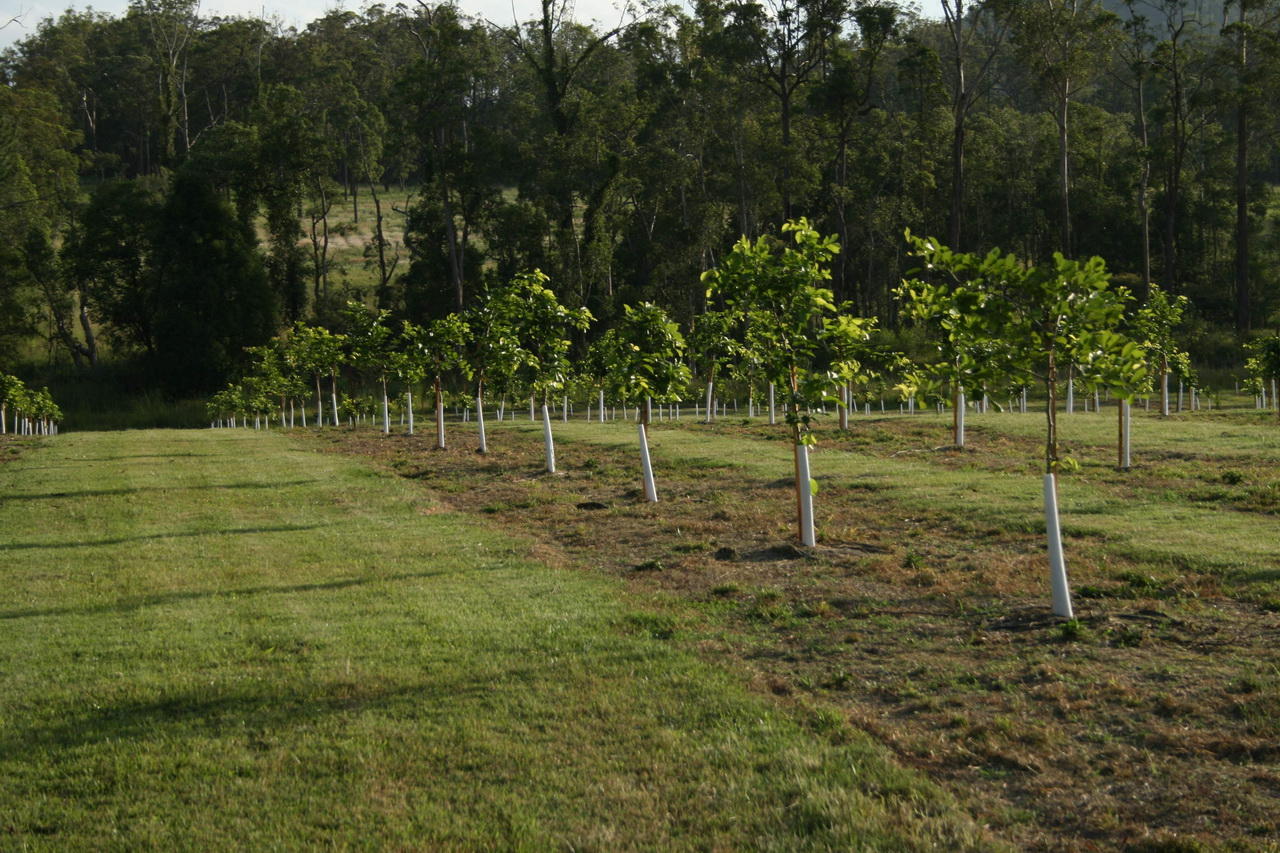
Plantación de prueba de Pacific Renewable Energy en Caboolture, Queensland.

En 2006, el Himalayan Institute comenzó a buscar ubicaciones en África para trasplantar M. pinnata. Inicialmente comenzaron en Uganda, pero debido a la falta de infraestructura y la creciente desertificación, el proyecto ha estado creciendo muy lentamente. También han comenzado un proyecto en la región de Kumbo en Camerún, donde las condiciones son mejores. Ha habido algunas sugerencias de que M. pinnata podría cultivarse en todo el continente como una forma de prevenir la invasión del Sahara.
El nodo de la Universidad de Queensland del Centro para la Excelencia en Investigación de Legumbres del Consejo Australiano de Investigación, bajo la dirección del profesor Peter Gresshoff, junto con Pacific Renewable Energy están trabajando actualmente en M. pinnata para uso comercial para la producción de biocombustible. Actualmente, los proyectos se centran en comprender los aspectos de M. pinnata, incluida la biología de las raíces, la nodulación, la fijación de nitrógeno, los genes de domesticación, los injertos, la tolerancia a la salinidad y la genética de las vías de producción de petróleo. Se enfatiza el análisis del fijación de carbono (en relación con los créditos de carbono) y la ganancia de nitrógeno.
También se ha investigado el uso del material sobrante de la extracción de aceite como un suplemento alimenticio para ganado bovino, ovino y avícola, ya que este subproducto contiene hasta 30% de proteína. Otros estudios han mostrado cierto potencial de actividad biocida contra V. cholerae y E. coli, así como propiedades antiinflamatorias, antinociceptivas (reducción de la sensibilidad a los estímulos dolorosos) y antipiréticas (reducción de la fiebre). También hay investigaciones que indican que M. pinnata puede usarse como insecticida natural.

## Galería

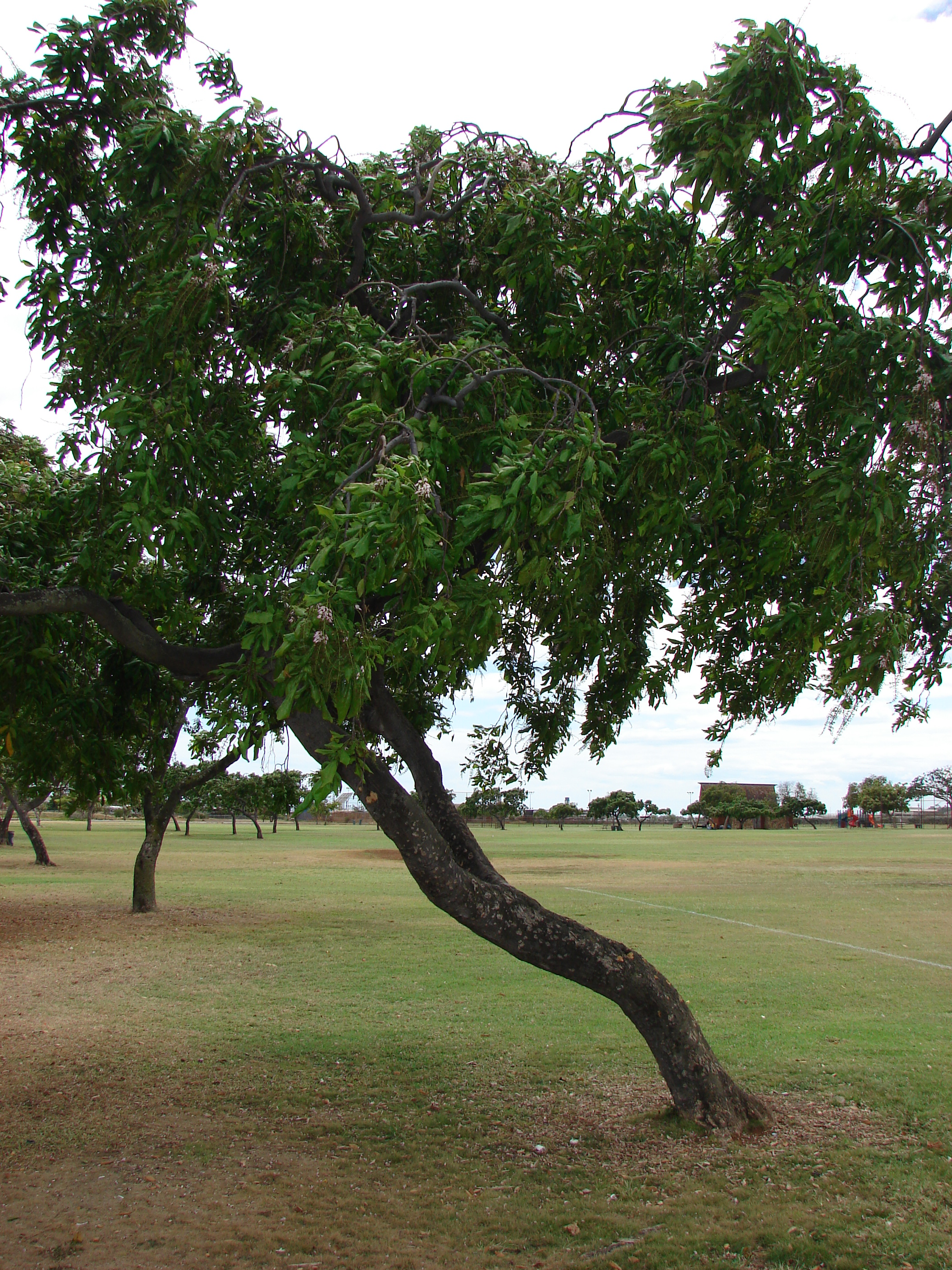
Millettia pinnata En Oahu, Hawái
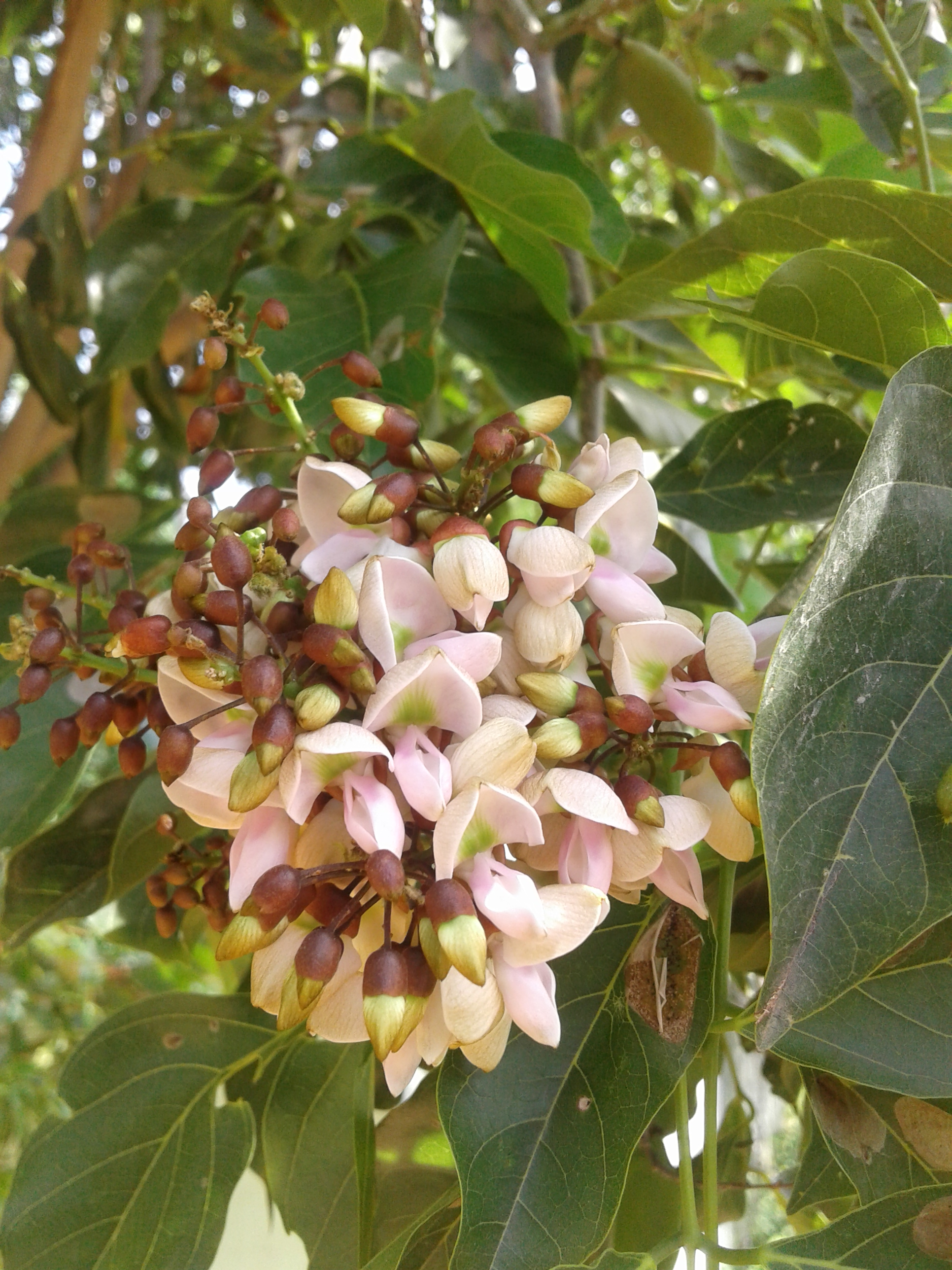
Millettia pinnata Flor
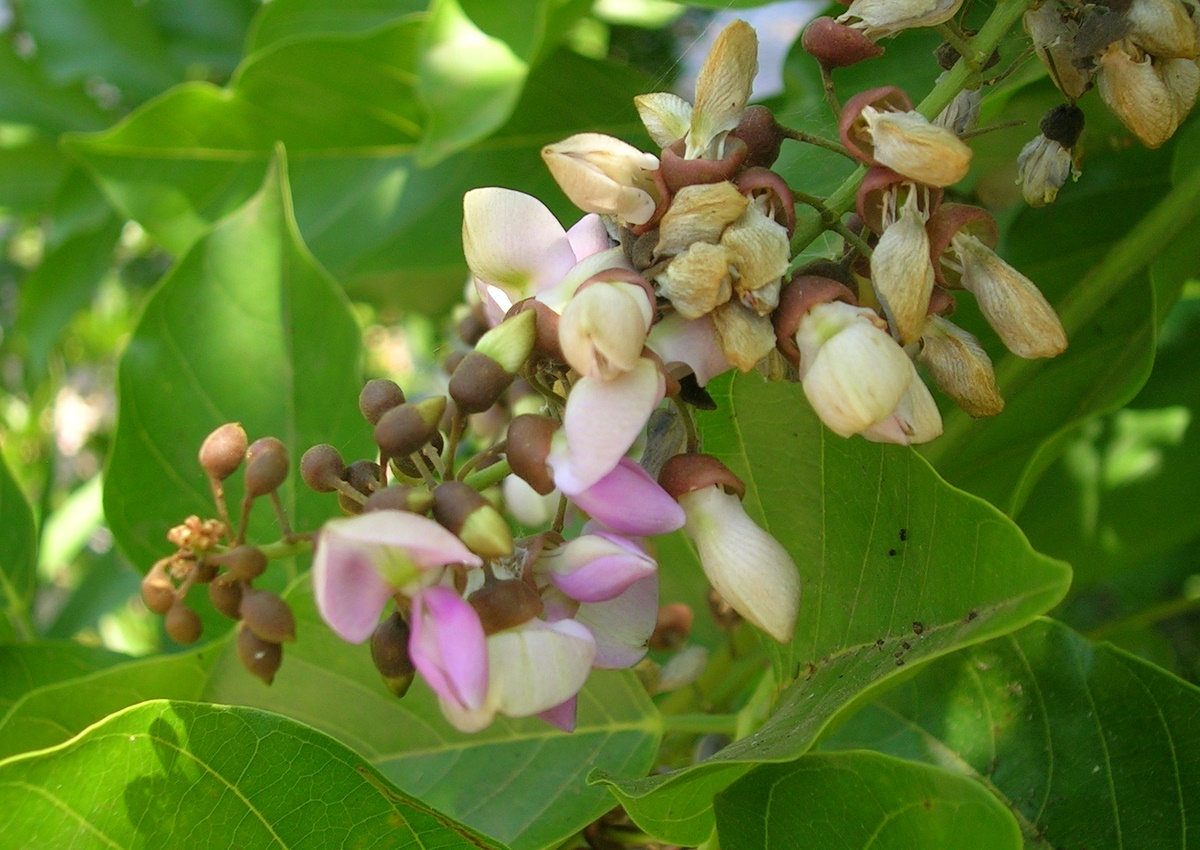
Flores
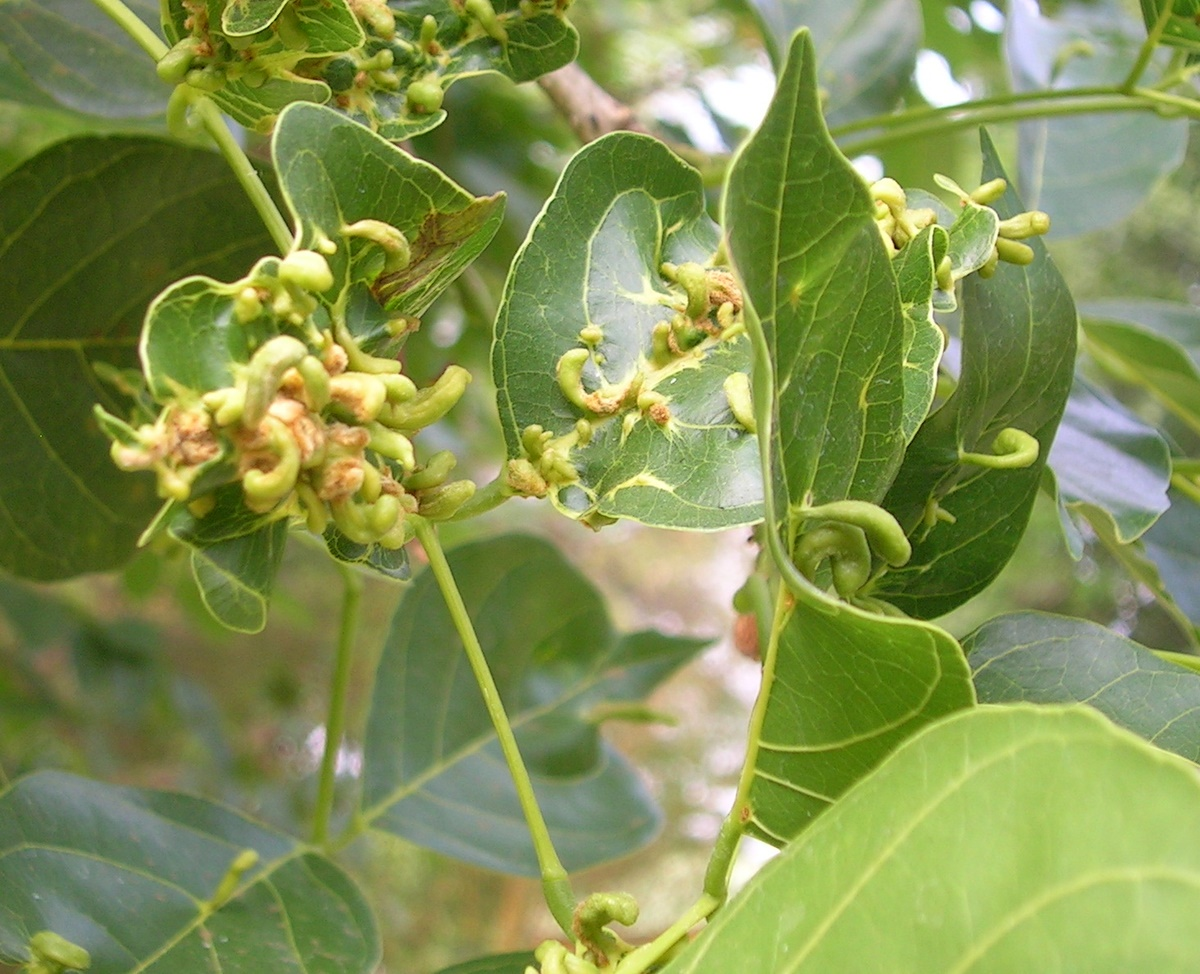
Las hojas que muestran hieles
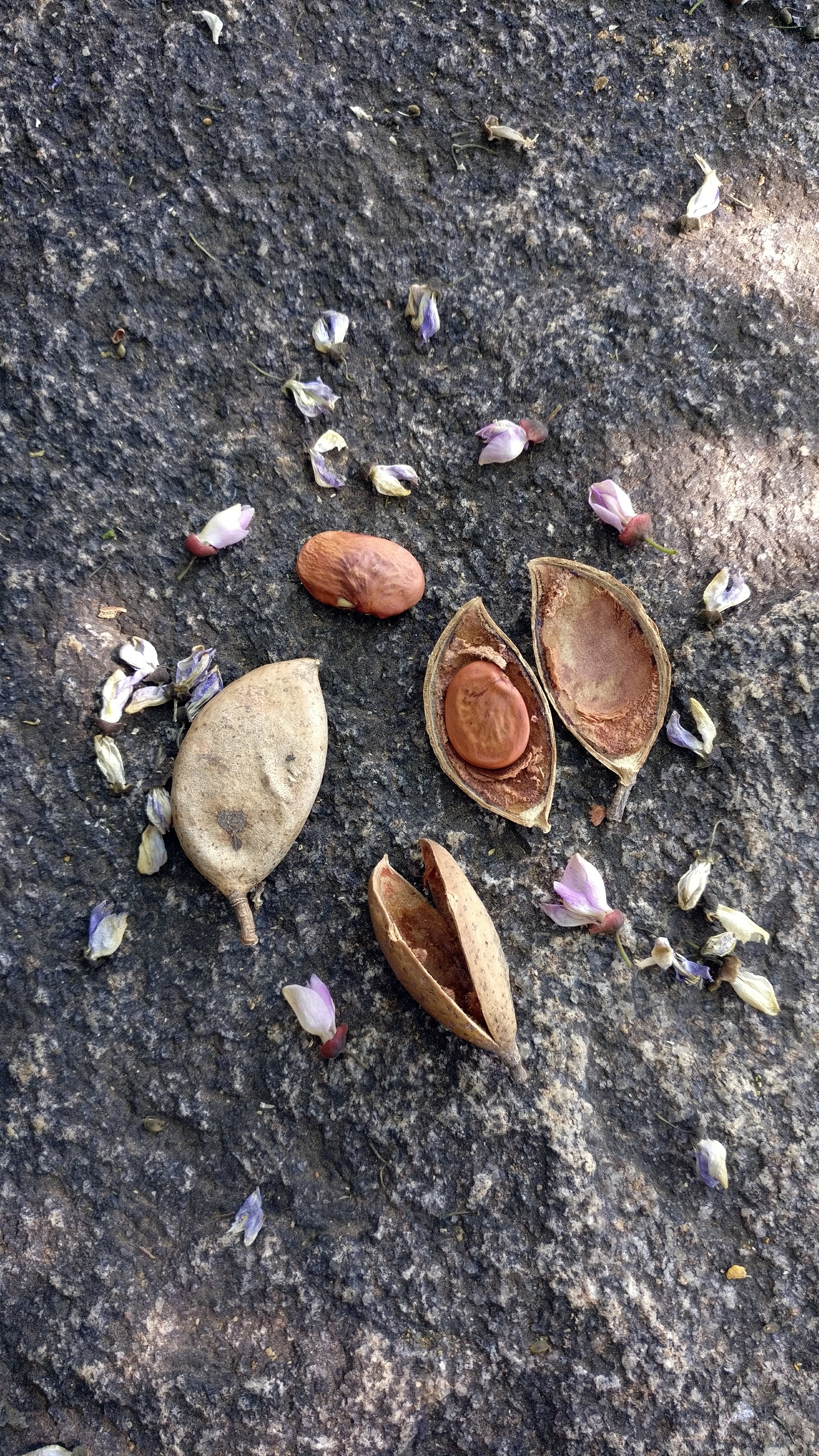
Algunas flores, Vainas & de semillas